# Turowo (Pisz)
Turowo [tuˈrɔvɔ] (deutsch Turowen, 1938 bis 1945 Turau) ist ein Dorf in der polnischen Woiwodschaft Ermland-Masuren. Es gehört zur  Gmina Pisz (Stadt- und Landgemeinde Johannisburg) im Powiat Piski (Kreis Johannisburg).

## Geographische Lage
Turowo liegt im östlichen Süden der Woiwodschaft Ermland-Masuren, zwei Kilometer nordöstlich des namensverwandten Dorfes Turowo Duże (deutsch Rakowken, 1938 bis 1945 Sernau, bis vor 2005 polnisch Rakówko). Die Kreisstadt Pisz liegt 13 Kilometer in nordwestlicher Richtung.

## Geschichte
Das um 1452 Tomken feldt, nach 1452 Thurenn, um 1540 Thurowo, nach 1579 Thurouen, nach 1898 Thurowen und bis 1938 Turowen genannte Dorf wurde im Jahre 1429 durch den Deutschen Ritterorden als Dienstgut mit 50 Hufen nach kölmischem Recht gegründet. 
Der Ort gehörte zum Kreis Johannisburg im Regierungsbezirk Gumbinnen (ab 1905: Regierungsbezirk Allenstein) in der preußischen Provinz Ostpreußen. Von 1874 bis 1945 war er in den Amtsbezirk Gehsen eingegliedert.
358 Einwohner waren im Jahre 1910 in Turowen gemeldet, im Jahre 1933 waren es bereits 364. Am 3. Juni (amtlich bestätigt am 16. Juli) 1938 wurde Turowen aus politisch-ideologischen Gründen der Abwehr fremdländisch klingender Ortsnamen in „Turau“ umbenannt. Die Einwohnerzahl belief sich im Jahre 1939 auf 305.
In Kriegsfolge kam 1945 das gesamte südliche Ostpreußen zu Polen. So auch Turau, das die polnische Namensform „Turowo“ erhielt. Heute ist das Dorf Sitz eines Schulzenamtes (polnisch Sołectwo) und als solches eine Ortschaft im    Verbund der Stadt- und Landgemeinde Pisz (Johannisburg) im Powiat Piski (Kreis Johannisburg), bis 1998 der Woiwodschaft Suwałki, seither der Woiwodschaft Ermland-Masuren zugehörig. Turowo zählte im Jahre 2011 insgesamt 320 Einwohner.

## Religionen
Vor 1945 war Turowen in die evangelische Kirche Gehsen in der Kirchenprovinz Ostpreußen der Kirche der Altpreußischen Union sowie in die römisch-katholische Kirche in Johannisburg im Bistum Ermland eingepfarrt. 
Heute gehört Turowo katholischerseits zur Pfarrei Jeże im Bistum Ełk der römisch-katholischen Kirche in Polen. Die evangelischen Einwohner halten sich zur Kirchengemeinde in der Kreisstadt Pisz, jetzt in der Diözese Masuren der Evangelisch-Augsburgischen Kirche in Polen gelegen.

## Schule
Turowen wurde 1737 ein Schulort.

## Verkehr
Turowo liegt östlich der Landesstraße 63 und ist von dort aus nördlich von Jeże auf einer Nebenstraße in Richtung Zawady (Sawadden, 1938 bis 1945 Ottenberge) bzw. Kałęczyn (Kallenzinnen, 1938 bis 1945 Dreifelde) zu erreichen.
Eine Bahnanbindung besteht nicht.